# モーゼル

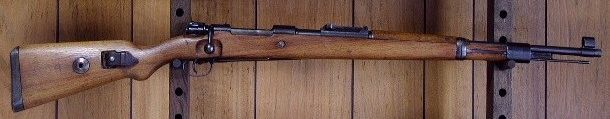
ドイツの騎兵銃:Karabiner98k(Kar98k)

モーゼル (ドイツ語: Mauser、ドイツ語発音: [ˈmaʊ̯zɐ] ）は、1872年にモーゼル兄弟が設立した銃器メーカーで、ワルサー社と並ぶドイツの老舗である。ボルトアクションライフルの設計で現代に多大な影響を残した。
現在は、主流の軍需部門はドイツのラインメタルグループのラインメタル武器弾薬社 (Rheinmetall Waffe Munition GmbH) の一部となり、民生部門はアメリカのSIGARMS傘下のマウザー狩猟武器社 (Mauser Jagdwaffen GmbH) となっている。

## 歴史
1811年、ヴュルテンベルク王国のフリードリヒ1世が、ネッカー川河畔のオベルンドルフの修道院に、王立ライフル工場 (Königliche Württenbergische Gewehrfabrik) を建造した。
この王立ライフル工場で、フランツ・モーゼルと、息子の兄ヴィルヘルムと弟パウル（ペーター・パウル）のモーゼル兄弟は職工として働いていたが、下記の事情により工場および会社を設立し、王立ライフル工場を買い取った。弟のパウルが銃器の開発・設計を担当し、兄のヴィルヘルムが営業を担当した。
1867年にモーゼル兄弟は、ボルト・アクション銃の新しい閉鎖機構を発明し、1868年、特許をアメリカで取得した。アメリカのレミントン社のサミュエル・ノリスが契約をし、レミントン・モーゼル銃を量産した。ノリスは引き続き、ライフルM1878をプロイセン王国の制式銃とする契約を取り付けた。当初は、製造は王立ライフル工場で、モーゼルは部品下請けの立場だったが、王立工場の製造能力が追いつかず、モーゼルでも製造となった。
1872年（1873年とも）、兄弟はモーゼル社を設立し、1874年、王立ライフル工場を買い取った。
1877年の露土戦争で連発式ライフルのウィンチェスターが大戦果を挙げたのを受け、1884年、モーゼルも連発式のM71/84を製造した。これを基本設計とした銃が、世界各国で採用され、連発式ライフルの市場を制覇した。
1878年から拳銃の生産を開始したが、初期のモデルのリボルバーC78「ジグザグ」はヒットしなかった。
1889年、ドイツ武器弾薬製造社 (Deutsche Waffen- und Munitionsfabriken A.G.; DWM) に買収された。
1896年には、自動拳銃C96（ブルームハンドル）を開発した。C96はポツダムでドイツ皇帝ヴィルヘルム2世が試射したエピソードで知られるが、制式採用はされなかった。民間向けでは、ウィンストン・チャーチルが軍籍時代に私物銃として使ったことでも知られる。
1898年、ライフルモデル98を発売した。このモデルは多くの派生モデルを生み、ロングセラーとなった。
2つの世界大戦では、第一次世界大戦のゲヴェーア98、第二次世界大戦のカラビナー98kなど各種の銃が制式採用された。戦間期には、自動車などの民生品も製造した。第二次世界大戦では、戦火による直接の被害は少なかったが、占領中にフランス軍による略奪と破壊で、大きな被害を受けた。
1945年、一度解体されたが、1956年に再建された。なお、この間の1949年に退社したエトムント・ヘッケラーとテオドア・コッホが、1950年にヘッケラー&コッホを設立した。
1995年（ラインメタルの公式年表による。買収は段階的になされたので異なる年を挙げる資料もある）、ラインメタル・ベルリン（現 ラインメタル）に買収され子会社のマウザー製作オベルンドルフ武器システム社 (Mauser-Werke Oberndorf Waffensysteme GmbH) となった。その後は艦砲用機関砲などの重火器が主力製品となる。
1999年、民生用の狩猟銃・スポーツ銃部門がマウザー狩猟武器社 (Mauser Jagdwaffen GmbH) に分社され、2000年にSIGアームズ（現 SIG SAUER）に買収された。
2004年、モーゼル製作オベルンドルフ武器システム社はラインメタル武器弾薬社 (Rheinmetall Waffe Munition GmbH) に吸収され、モーゼル兄弟が設立したモーゼル社は消滅した。

## 日本における「Mauser」の読み方について
「モーゼル」との表記は「Mauser」の実際の発音からはかけ離れており、日本語以外に類似の音で読まれる例はない。モーゼルと音写できる語はあるものの、綴りは「Mosel」のようになる。
「モーゼル」の直接の由来は不明であるが、明治陸軍造兵界の文献に舞台ドイツ語発音を基にしたとみられる「マウゼル」との音写がある。ここからカナ書きの「マウ」を歴史的仮名遣いと読み違えたなど、日本語独自の誤読が発生した可能性がある。
航空界および戦後防衛産業界では、実際に話されている発音に近い「マウザー」、あるいはかつての正式社名であるマウザー・ヴェルケ（ヴェルケ (Werke) は「製造所」の意味）が使われる事が多い。戦中の例としてはMG151航空機関砲が「マウザー砲」や「マ式」と呼ばれている。

## 製品

### 拳銃
- C78
- C96（M96)
- ルガーP08
- HSc
- M1878
- M1910/M1914
- M1934
- モーゼル・リボルバー
- M2

### サブマシンガン
- M57
- M60

### 散弾銃
- GEHA

### 小銃
- Gew71
- mle1889
- M1916
- Gew98
- Kar98k
- M66
- SR93
- Gew41(M)

### 対物ライフル
- M1918

### 機関銃・機関砲
- MG34
- MG42
- MG151
- MG213
- BK27
- MK 30